# 1985 en France
Chronologie de la France
- 1981
- 1982
- 1983
- 1984
- 1985
- 1986
- 1987
- 1988
- 1989

Cette page présente les faits marquants de l'année 1985 en France.

## Événements

### Janvier

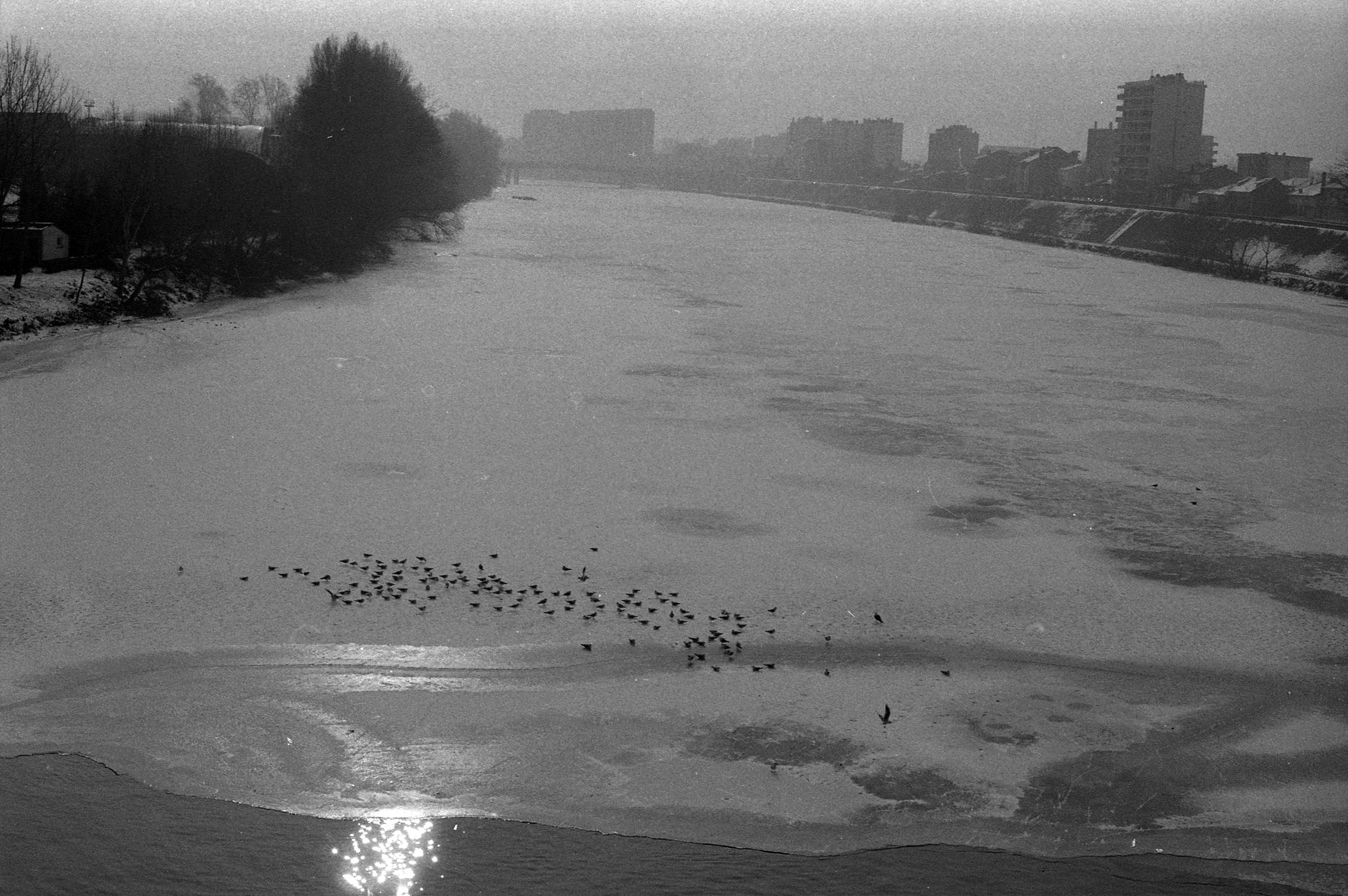
La Garonne gelée à Toulouse en janvier 1985

- 4-20 janvier : vague de froid intense[1].
- 9 janvier : le gouvernement adopte la loi relative au développement et à la protection de la montagne (dite « loi Montagne »)[2].
- 12 janvier : les indépendantistes kanaks Éloi Machoro et Marcel Nonaro sont abattus par les gendarmes du GIGN[3].
- 12 janvier-30 juin : état d'urgence en Nouvelle-Calédonie[4], en proie depuis 1984 à des événements graves, soulèvement indépendantiste et affrontements meurtriers entre communautés kanak et caldoches
- 25 janvier : 
  - assassinat de l'ingénieur général René Audran par Action directe[5].
  - lancement du plan informatique pour tous[6].

### Février
- 6-10 février : XXVe congrès du Parti communiste français à Saint-Ouen[7].
- 25 février : Coup de grisou, suivi d'un coup de poussier au puits Simon (Forbach) faisant 22 morts et une centaine de blessés.

### Mars
- 10-17 mars : nouveau recul de la gauche aux élections cantonales[8].
- 28 mars-15 juillet : Les Immatériaux, exposition initiée par le Centre de création industrielle au Centre Pompidou à Paris[9].
- 29 mars : affaire Grégory : Bernard Laroche est abattu d'un coup de fusil par Jean-Marie Villemin qui lui impute l'assassinat de son fils Grégory[10].

### Avril
- 4 avril : démission de Michel Rocard du gouvernement, à propos de l'adoption du scrutin proportionnel pour les élections législatives (Communiqué officiel publié dans la nuit du 3 au 4 avril) qui va permettre l'entrée du Front national au parlement[11].

### Mai
- 6 mai : inauguration de La Géode, à Paris[12].

- 8 mai : visite du président américain Ronald Reagan à Strasbourg pour commémorer le quarantième anniversaire de la victoire[13].
- 15 mai : issue du procès des parents de l'enfant martyrisé David Bisson, condamnés à 7 ans de réclusion criminelle.

### Juin
- 5 juin : un commando CGT reprend possession de l'usine de roulements à billes SKF d'Ivry ; occupée depuis le 22 septembre 1983, l'usine avait été évacuée par la police le 28 mai[14].
- 9 juin[15]  : référendum d’initiative communiste visant à rétablir l’échelle mobile des salaires. L'initiative est rejetée par 54,3 % des votants.
- 14 juin : 
  - lancement de la Fête du cinéma, alors « le jour le plus long du cinéma »[16].
  - signature du premier accord de Schengen par les ministres des Affaires étrangères d’Allemagne, de Belgique, de France, du Luxembourg et des Pays-Bas en vue d'instaurer un espace de libre circulation des citoyens[17].
- 15 juin : concert SOS Racisme Place de la Concorde à Paris[18],[19].
- 26 juin : adoption par l'Assemblée nationale du scrutin proportionnel départemental pour les élections législatives[20].

### Juillet
- 1er juillet : baisse du taux du livret A et du Codevi de 6,5 % à 6 %[21].
- 5 juillet : loi tendant à l'amélioration de la situation des victimes d'accidents de la circulation et à l'accélération des procédures d'indemnisation dite loi Badinter[22].
- 8 juillet : accident de Saint-Pierre-du-Vauvray[23].
- 10 juillet : explosion du Rainbow Warrior dans le port d’Auckland en Nouvelle-Zélande par l'action des services secrets français ; le photographe portugais Fernando Pereira est tué[24].
- 11 juillet : 
  - loi créant l'Entreprise unipersonnelle à responsabilité limitée (EURL)[25].
  - loi instaurant les Sociétés pour le financement de l'industrie cinématographique et audiovisuelle (Sofica)[26].
- 12 juillet :
  - arrestation de deux agents secrets français, les faux époux Turenge, par la police néo-zélandaise[24].
  - loi relative à la maîtrise d'ouvrage publique et à ses rapports avec la maîtrise d'œuvre privée[27].
- 31 juillet : le Conseil des ministres annonce un projet de loi sur la création de deux nouvelles chaînes de télévision privées à diffusion nationale et de télévisions locales privées[28].

### Août
- 5 août : loi relative au congé de conversion permettant au salarié licencié de bénéficier pendant au moins quatre mois d'actions de formation en vue d'une réinsertion professionnelle[14].
- 5-6 août : raz-de-marée des Saintes-Maries-de-la-Mer[29].
- 8 août : catastrophe ferroviaire à Flaujac dans le Lot. 32 personnes sont tuées, plus de 150 sont blessées[23].

- 29 août : la CGT Renault bloque la circulation sur les Champs-Élysées[30].

### Septembre
- 1er septembre : l’épave du Titanic est retrouvée par une expédition franco-américaine dirigée par Robert Ballard[31].
- 20 septembre : démission du ministre de la Défense Charles Hernu et limogeage de l’amiral Pierre Lacoste, mis en cause dans l'affaire du Rainbow Warrior[24].
- 22 septembre-7 octobre : le Pont Neuf est emballé par les artistes Christo et Jeanne-Claude[32] dans un film de polyester ocre jaune d'une surface de 40 876 m² dont la réalisation a nécessité 3 076 mètres de corde et 12 tonnes de chaînes d'acier.
- 29 septembre : élections régionales néo-calédoniennes[33].

### Octobre
- 11-13 octobre : congrès du Parti socialiste français à Toulouse[34].
- 16 octobre : second passage de Jean-Marie Le Pen à L'Heure de vérité sur Antenne 2. L'émission rassemble six millions de téléspectateurs, soit 32% d'audience[35].
- 17 octobre : lancement de la Peugeot 309[36].
- 27 octobre : débat télévisé entre Laurent Fabius et Jacques Chirac, qui tourne à l'avantage du dernier[37].
- 29 octobre : début de l'affaire de la ciclosporine. Trois médecins annoncent lors d'une conférence de presse à l'hôpital Laennec les résultats prometteurs qu'ils ont obtenus en prescrivant de la ciclosporine à des malades du sida. Le traitement se révèle inefficace[38].

### Novembre
- 18 novembre : lancement du réseau de téléphonie mobile Radiocom 2000[39].
- 22 novembre : les agents français jugés dans l'Affaire du Rainbow Warrior, Alain Mafart et Dominique Prieur, sont condamnés à dix ans de prison pour « homicide involontaire »[40].
- 23 novembre : 1re cérémonie des Victoires de la musique[41].

### Décembre
- 4 décembre : le Premier ministre Laurent Fabius fait part à l'Assemblée nationale de son « trouble » devant la visite du général Jaruzelski à Paris[42].
- 13 décembre : Chantal Goya participe à l'émission Le Jeu de la vérité diffusée sur TF1 en direct du Palais des sports de Lyon présentée par Patrick Sabatier ; mal préparée, la chanteuse doit répondre à des questions posées par des adultes devant un public d'enfants. Ses réponses décalées vont marquer durablement sa carrière et surtout ses ventes de disques. Elle ne classera plus que deux titres au Top 50[43]. L'alphabet en chantant en décembre 1985 (Titre qu'elle était venue promouvoir dans l'émission, comme sa face A de 45 tours Félix le chat) et Dou ni dou ni day en janvier 1987, avant une période de traversée du désert de 14 ans, au terme de laquelle elle reviendra au hit-parade en septembre 2001 avec Becassine is my cousine, version anglaise et techno de sa célèbre chanson Bécassine, qu'elle chante dans le film Absolument fabuleux de Gabriel Aghion. Durant cette période de 14 ans, elle continuera à sortir de nombreux albums et singles et de se produire en spectacles, mais avec nettement moins de succès que durant la période 1975-1985.
- 19 décembre : Georges Courtois, jugé pour un braquage, prend en otage la cour d'assises de Nantes pendant 34 heures. L'événement est suivi par tous les médias, dont une équipe de FR3 qui est entrée dans le palais de justice. Le RAID intervient pour sa première grande mission. La prise d'otage se termine par l'arrestation de Courtois. Il n'y a aucune victime[44].
- 20 décembre : grève surprise à la RATP qui paralyse le trafic du métro, des autobus et du RER[30]
- 21 décembre : ouverture du premier « Resto du Cœur », inauguré par Coluche[45].
- 27 décembre : début de l'affaire Cons-Boutboul. L'avocat d'affaires Jacques Perrot, mari de la jockey Darie Boutboul, et ami de Laurent Fabius, est assassiné sur le palier du premier étage de l'immeuble de ses parents, avenue Georges-Mandel, à Paris. L'enquête vise sa belle-mère, Marie-Élisabeth Cons-Boutboul, avocate radiée du barreau, suspectée d'avoir commandité l'assassinat de son gendre. L'affaire fait grand bruit dans les médias, du fait des liens d'amitié liant Jacques Perrot à Laurent Fabius, alors premier ministre, et de la notoriété de sa femme Darie Boutboul, première femme à avoir remporté un tiercé, le 1er avril 1984[46].

- 30 décembre : loi relative au congé de formation économique, sociale et syndicale[14].

## Naissances en 1985
- 10 mars : Lassana Diarra, footballeur français.
- 6 avril : Jérémy Ferrari, humoriste.
- 21 juin : Amel Bent, chanteuse.
- 26 septembre : M. Pokora, chanteur.

## Décès en 1985
- 28 juillet : Michel Audiard, dialoguiste, scénariste et réalisateur.
- 30 septembre : Simone Signoret, actrice et écrivaine, à l'âge de 64 ans.
- 19 décembre : Jean Ache, dessinateur.